# Bachanahalli, Sakleshpur
Bachanahalli là một làng thuộc tehsil Sakleshpur, huyện Hassan, bang Karnataka, Ấn Độ.